# Zoológico del Bronx
El Zoológico del Bronx se encuentra dentro del Parque del Bronx, en el Bronx, en Nueva York. Está entre los más grandes zoológicos en el mundo, y es el más grande en América del norte, con unos 6.000 animales que representan más o menos a 650 especies de alrededor de todo el mundo. El zoológico se compone de 107 ha de tierras del parque y hábitats naturalistas, a través de los cuales el río Bronx fluye. El Zoológico del Bronx es parte de un sistema integrado de cuatro zoológicos y un acuario administrado por la Wildlife Conservation Society (WCS por su siglas en inglés), y está acreditado por la Asociación de Zoológicos y Acuarios (AZA).
Inaugurado el 8 de noviembre del año 1899, fue uno de los primeros en reducir el uso de las jaulas, aprovechando su considerable extensión (cerca de 100 hectáreas) para proporcionar a los animales un ambiente lo más parecido posible a su hábitat natural.
El parque zoológico de Bronx es parte de un sistema integrado de cuatro parques zoológicos y un acuario gestionado por la Wildlife Conservation Society (WCS), y está acreditada por la Asociación de Zoológicos y Acuarios (AZA).

## Historia

### Primeros años

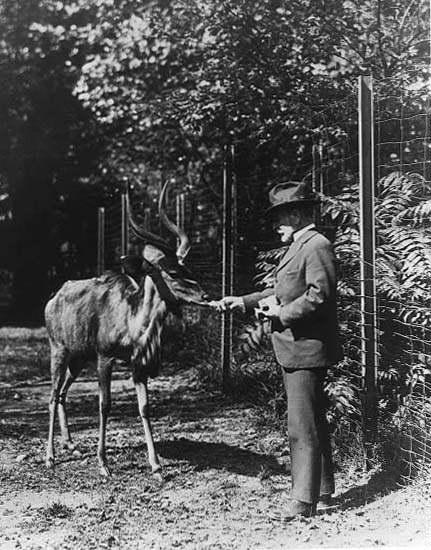
El director del Zoológico William T. Hornaday alimentando a un gran kudú en 1920.

La Universidad de Fordham poseía la tierra la cual se convirtió en el Zoológico del Bronx y el Jardín Botánico de Nueva York. Fordham la vendió a la Ciudad de Nueva York por solo 1000 dólares bajo la condición de que las tierras se utilizaran para un zoológico y un jardín; esto era con el fin de crear una barrera natural entre los terrenos de la universidad y la expansión urbana que se acercaba. En los años 1880, el estado de Nueva York reservó la tierra para el desarrollo futuro como parques. En 1894 el Club Boone y Crockett instituyó y asumió el control de la New York Zoological Society (más tarde renombrada Wildlife Conservation Society) con el propósito de fundar un zoológico. El crédito para esto era principalmente de Madison Grant, C. Grant La Farge, y algunos otros.
El zoológico (originalmente llamado el Bronx Zoological Park y el Bronx Zoological Gardens) abrió sus puertas al público el 8 de noviembre de 1899, ofreciendo 843 animales en 22 exhibiciones. El primer director del zoológico fue William Temple Hornaday.
Heins & LaFarge diseñó los edificios permanentes originales como una serie de pabellones de (estilo) Beaux-Arts agrupados alrededor de la gran piscina circular del león marino. En 1934, las Puertas Conmemorativas de Rainey [Rainey Memorial Gates], diseñadas por el notorio escultor, Paul Manship, fueron dedicadas como un monumento al célebre cazador de caza mayor, Paul James Rainey. Las puertas fueron listadas en el Registro Nacional de Lugares Históricos en 1972.
La Fuente de Rockefeller que hoy adorna los jardines fue una vez un famoso hito en Como, ya que estaba en pie en la plaza principal (Piazza Cavour) a la orilla del lago. Fue comprada por William Rockefeller en 1902 por 3.500 liras (el equivalente estimado de entonces de 637 dólares) e instalada en el Zoológico del Bronx en 1903. En 1968, la fuente fue nombrada un hito oficial de Nueva York, y es uno de los pocos monumentos locales en ser honrado de esta manera.

### Polémica de Ota Benga

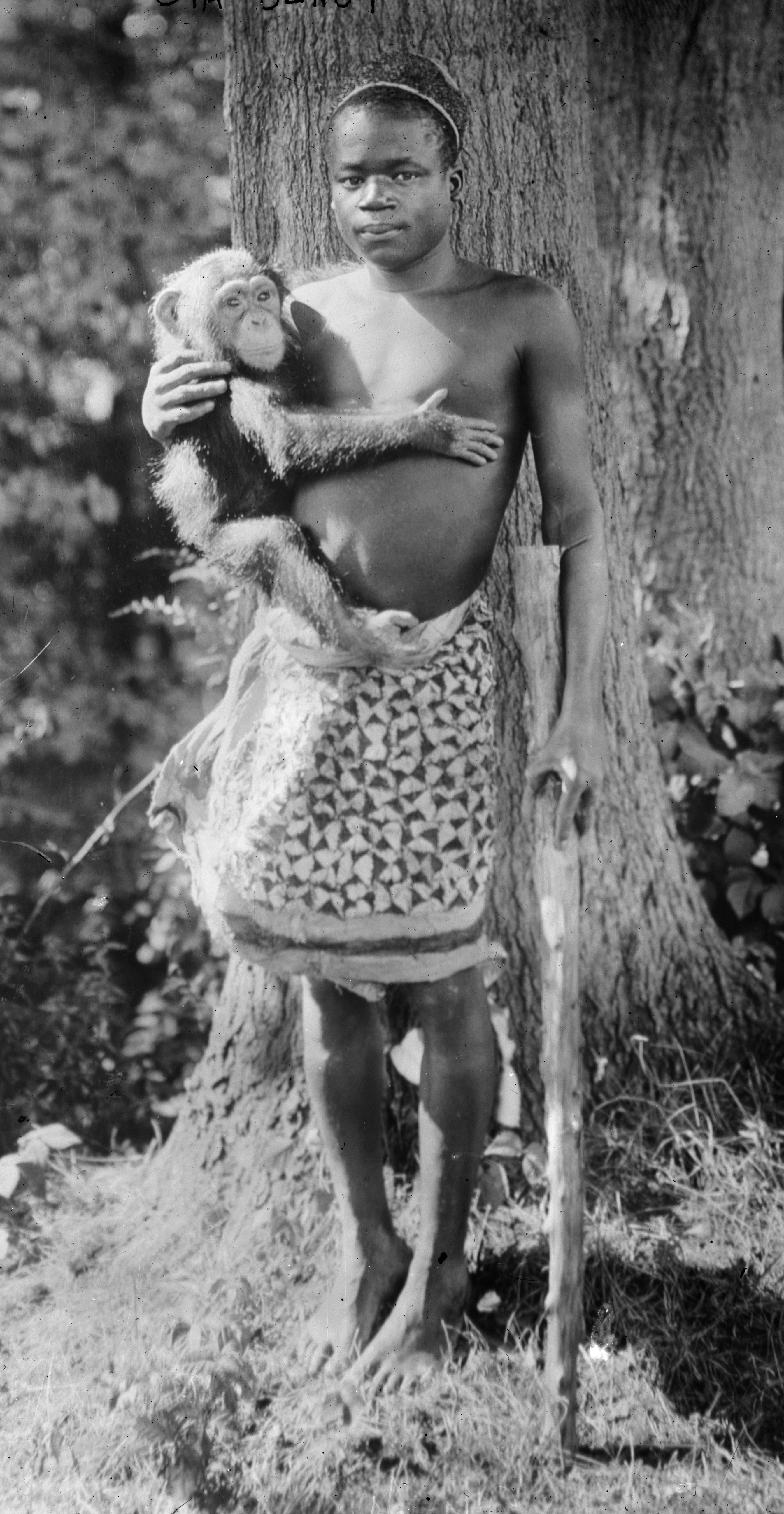
Ota Benga en el Zoológico del Bronx en 1906. Solo cinco fotos de promoción existen de la época de Benga aquí, ninguna de ellas en la «Monkey House»; las cámaras no estaban permitidas.

Una gran polémica estalló cuando, en 1906, Ota Benga, un pigmeo de Mbuti, fue llevado al Zoológico del Bronx, como una exhibición, por el empresario y explorador americano, Samuel Philips Verner, y expuesto allí, siendo permitido a vagar por los terrenos libremente. Llegó a encariñarse de un orangután llamado Dohong, «el genio que preside la Casa del Mono», quien había sido enseñado a realizar trucos e imitar el comportamiento de los humanos. Los eventos que dirigieron a su «exhibición» al lado de Dohong fueron graduales. Benga pasó algo de su tiempo en la exhibición de la Casa de los Monos, y el zoológico le animó a colgar su hamaca allí, y a disparar su arco y flecha a un blanco. En el primer día de la exhibición, el 8 de septiembre de 1906, los visitantes encontraron a Benga en la Casa del Mono. Pronto un letrero en la exhibición leyó:

The African Pigmy, "Ota Benga."

Age, 23 years. Height, 4 feet 11 inches.

Weight, 103 pounds. Brought from the

Kasai River, Congo Free State, South Cen-

tral Africa, by Dr. Samuel P. Verner. Ex-

hibited each afternoon during September.
El Pigmeo africano, "Ota Benga."

Edad, 23 años. Estatura, 4 pies 11 pulgadas.

Peso, 103 libras. Traído desde el

Río Kasai, Estado Libre de Congo, Sur de

África Central, por Dr. Samuel P. Verner.

Exhibido cada tarde durante septiembre.

Hornaday consideraba la exhibición un espectáculo valioso para los visitantes; fue apoyado por Madison Grant, el secretario de la Sociedad Zoológica de Nueva York, quien presionó para poner a Ota Benga en exhibición al lado de los simios en el Zoológico del Bronx. Una década más tarde, Grant se hizo famoso a escala nacional como un antropólogo racial y eugenista.
Los clérigos afroamericanos inmediatamente protestaron a los funcionarios del zoológico por la exhibición. James H. Gordon dijo, «Our race, we think, is depressed enough, without exhibiting one of us with the apes ... We think we are worthy of being considered human beings, with souls.» (Nuestra raza, pensamos, ya está bastante rebajada, sin exhibir uno de nosotros con los simios... Pensamos que somos dignos de ser considerados seres humanos, con almas). Gordon también pensó que la exhibición fue hostil al cristianismo y una promoción del darwinismo: «The Darwinian theory is absolutely opposed to Christianity, and a public demonstration in its favor should not be permitted.» (La teoría darwinista es absolutamente opuesta al cristianismo, y una manifestación pública a su favor no debería ser permitida). Varios clérigos respaldaron a Gordon. En defensa de la representación de Benga como un humano inferior, un editorial en el New York Times sugiere:

We do not quite understand all the emotion which others are expressing in the matter ... It is absurd to make moan over the imagined humiliation and degradation Benga is suffering. The pygmies ... are very low in the human scale, and the suggestion that Benga should be in a school instead of a cage ignores the high probability that school would be a place ... from which he could draw no advantage whatever. The idea that men are all much alike except as they have had or lacked opportunities for getting an education out of books is now far out of date.
No entendemos muy bien toda la emoción que otros están expresando en el asunto... Es absurdo quejarse de la humillación y la degradación imaginadas que Benga está sufriendo. Los pigmeos... están muy bajos en la escala humana, y la sugerencia de que Benga debería estar en la escuela en lugar de en una jaula ignora la probabilidad alta de que la escuela sería un lugar...del cual él no podría sacar ninguna ventaja en absoluto. La idea de que los hombres son todos muy parecidos excepto en como han tenido o han carecido de las oportunidades de conseguir una educación fuera de los libros está ahora pasada de moda.

Después de la controversia, a Benga se le permitió vagar por los terrenos del zoológico. En respuesta a la situación, así como a las agresiones verbales y físicas de las muchedumbres, él se hizo más travieso y algo violento. Por estas fechas, un artículo en el New York Times declaró, «It is too bad that there is not some society like the Society for the Prevention of Cruelty to Children. We send our missionaries to Africa to Christianize the people, and then we bring one here to brutalize him.» (Es una lástima que no haya alguna sociedad como la Sociedad para la Prevención de la Crueldad contra los Niños. Enviamos a nuestros misioneros a África para cristianizar a la gente, y luego traemos uno aquí para embrutecerlo). Pronto, el zoológico quitó a Benga del recinto. Benga, se suicidó en 1916 a la edad de 32 años.

### Hoy

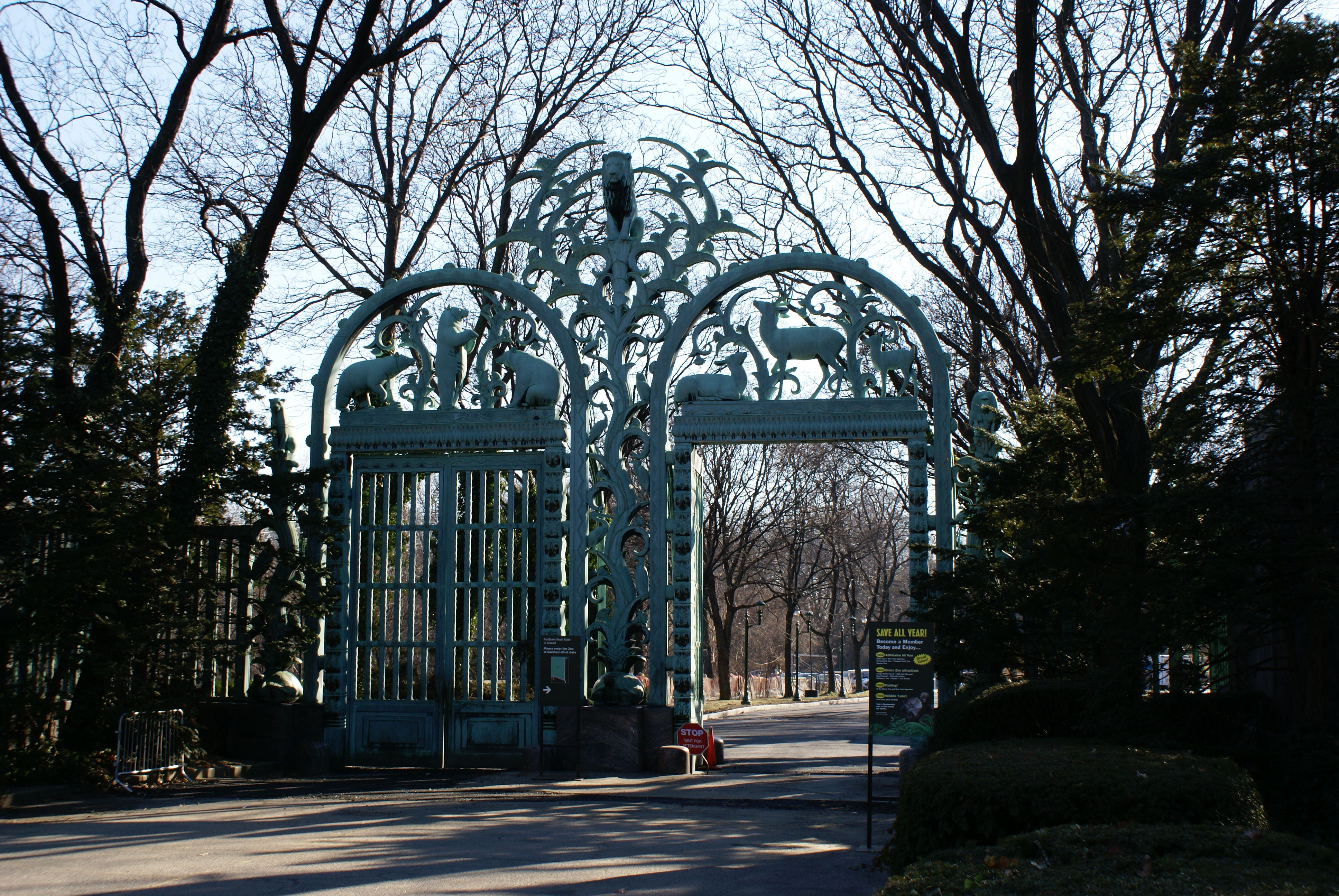
Una entrada lateral al Zoológico del Bronx

En noviembre de 2006, el Zoológico abrió flamantes baños ecológicos fuera de la Puerta del Río Bronx. Según la compañía de inodoros ecológicos Clivus, que construyó los baños de compostaje elegidos por el zoológico, estas instalaciones servirán a 500.000 personas y ahorrarán 3.800.000 litros de agua al año.
En marzo de 2007, la Sociedad por la Conservación de la Fauna y la Escuela de la Educación Posgrado de la Universidad de Fordham anunciaron que ofrecerían un programa conjunto llevando a una maestría en ciencia y la educación así como la certificación de maestro inicial en el estado de Nueva York en la educación ciencia de adolescencia (biología grados 7-12). El programa comenzó en 2008, y es el primer programa de doble titulación de su tipo.

## Exposiciones y atracciones

### Exposiciones gratuitas

#### Lista
- Astor Court y Piscina de Leones Marinos
- African Plains (Llanuras Africanas)
- Reserva de Babuino
- Grandes Osos
- Himalayan Highlands (las Tierras Altas del Himalaya)
- Madagascar
- Casa del Mono (cerrada)
- Mouse House (Casa del Ratón)
- Russell B. Aitken Sea Bird Colony y Aquatic Birds (La Colonia de Pajáros Marinos de Russell B. Aitken y Aves Acuáticas)
- Tiger Mountain (Montaña del Tigre)
- World of Birds (Mundo de las Aves)
- World of Reptiles (Mundo de los Reptiles)

A partir de 2010, el Zoológico del Bronx es el hogar de más de 4.000 animales de 650 especies, muchas de las cuales están en peligro o amenazadas de extinción. Algunas de las exposiciones en el Zoológico del Bronx, tales como «World of Birds» (Mundo de Aves) y «World of Reptiles» (Mundo de Reptiles), están dispuestas por taxonomía, mientras otras, tales como, las «African Plains» (Llanuras Africanas) y «Wild Asia» (Asia Salvaje), están dispuestas geográficamente.

#### Detalles
La exposición de Llanuras Africanas permite a los visitantes caminar por delante de los leones, las cigüeñas, y las cebras y ver las manadas de las gacelas compartir su hogar con los nyalas y los perros salvajes africanos. Las jirafas deambulan cercanas. Los perros salvajes pueden ser vistos muy próximos por medio de un pabellón de visión con fachada de cristal. Tres cachorros de león nacieron en enero de 2010 y residen en la exhibición las Llanuras Africanas. El Zoológico del Bronx en asociación con el New York Daily News realizó un concurso para nombrar a los recién nacidos que hicieron su debut público en abril de 2010. Los nombres que ganaron para las dos hembras y un macho fueron Nala, Adamma, y Shani.
«Baboon Reserve» (Reserva del babuino) recrea las tierras altas de Etiopía, y es hogar de una tropa de geladas. Los visitantes pueden ver los geladas desde múltiples puntos de vista, junto con las cabras salvajes de Nubia, los damanes de El Cabo, y las aves acuáticas de África que también viven en esta zona.
La Casa del Mono fue hogar de tití cabeciblancos, los sakís cariblanco, los titís neotropicales, y otros monos del Nuevo Mundo.
La exhibición «Madagascar» que abrió el 20 de junio de 2008, recrea una pequeña sección de lo que muchas personas llaman el octavo continente. Contiene una variedad de fauna de Madagascar, incluyendo a los lémures, las cucarachas silbantes, los lémures sifakas, y el cocodrilo del Nilo.
El mundo de las aves es un paseo interior a través del aviario. A partir del verano de 2010, está cerrado para reparaciones y mejoras.

### Atracciones pagadas
Cada atracción cuesta 5 dólares.
- Bug Carousel
- Butterfly Garden (Jardín de Mariposas)
- Zoológico para Níños
- Congo Gorilla Forest (Bosque del gorila del Congo)
- Ice Age: Dawn of the Dinosaurs, The 4-D Experience [La Edad del Hielo: El Amanecer de los Dinosaurios, La Experiencia de 4-D]
- JungleWorld
- Wild Asia Monorail [el Monorraíl de Asia Salvaje]
- Zoo Shuttle [El Servicio Regular de Zoológico]

#### Bug Carousel
El Bug Carousel (Carrusel de los bichos) ofrece insectos como asientos. Fue instalado en 2005 y tiene un número de usuarios anual de 540.000.

#### Butterfly Garden [el Jardín de Mariposa]
Esta estructura permanente es un conservatorio interior de mariposas que permite a los visitantes caminar por los jardines y prados y ver las mariposas de cerca. Fue construido e inaugurado a mediados de 1996. La atracción es un laberinto de 170 pies de largo, donde "los visitantes pueden caminar a través de las etapas de la metamorfosis de una (mariposa) monarca, con un invernadero en el centro alojando a 44 especies y más de 1000 mariposas; el invernadero es realmente una carpa de plástico en una estructura de aluminio. La estructura, que ha costado 500.000 dólares, es la precursora de una futura Casa de Invertebrados permanente en la Casa del Mono cerca de la entrada de Fordham Road. Muchas especies vienen desde el área metropolitana de Nueva York, y todas las especies de mariposas y polillas son de todo el continente. Si no hubiese tenido éxito, el Zoo de la Ciudad de Oklahoma lo habría comprado en septiembre de 1997.

#### Zoológico para Niños
El Zoológico para Niños original en el Zoológico del Bronx abrió en 1941 con un tema de la canción infantil; en 1981, un nuevo Zoológico para Niños abrió, y fue instantáneamente exitoso, viendo casi 250.000 visitantes en dos meses. Fue cerrado por las renovaciones a principios de los años 2010.

#### Congo Gorilla Forest (Bosque del gorila del Congo)
En la parte suroeste del zoológico, «Congo Gorilla Forest» es un bosque tropical de 2,6 ha que es el hogar de unos 20 gorilas occidentales de tierras bajas en el zoológico. Los monos colobus, los cercopitecos, los monos tití y los mandriles también llaman casa a esta área. Los visitantes caminan a través del área y también pueden verla desde los miradores de copa de árbol.
El Congo Gorilla Forest fue inaugurado en 1999 y fue visitado 7.000.000 de veces a partir de 2009. En uno de los mayores grupos de reproducción del gorila occidental de llanura en Norteamérica, la atracción cuenta con dos tropas de gorilas, con un total de 19 gorilas. Desde 1999, 14 gorilas, 23 potamoqueros rojos, 11 cercopitecos de Wolf y cuatro okapis han nacido en la atracción. Hay también una película de 8 minutos en medio de la atracción, así como distintos puntos de visionado a lo largo de la misma. En total, hay cerca de 400 animales de 55 especies. Se han recaudado en donaciones más de 10,6 millones de dólares desde la apertura de la atracción para la conservación de los hábitats de África Central, y la atracción ha recaudado unos 12,5 millones de dólares en honorarios de exhibición en el 2014.

#### Ice Age: Dawn of the Dinosaurs, The 4-D Experience [La Edad del Hielo: El Amanecer de los Dinosaurios, La Experiencia de 4-D]
Ice Age: Dawn of the Dinosaurs, The 4D Experience [La Edad del Hielo: El Amanecer de los Dinosaurios, La Experiencia de 4-D] que se muestra en el Zoológico de Bronx en una sala de cine 4D en la esquina suroeste, es una película de 4d de 14 minutos la cual cuenta la historia condensada de la edad del hielo: El Amanecer de los Dinosaurios con la ayuda de la proyección en 3d y efectos sensoriales, incluyendo los asientos en movimiento, viento, niebla, nieve y olores. Producido por SimEx-Iwerks, La Experiencia en 4D se estrenó en mayo de 2012, en el Teatro 4D del Zoo de San Diego.

#### JungleWorld

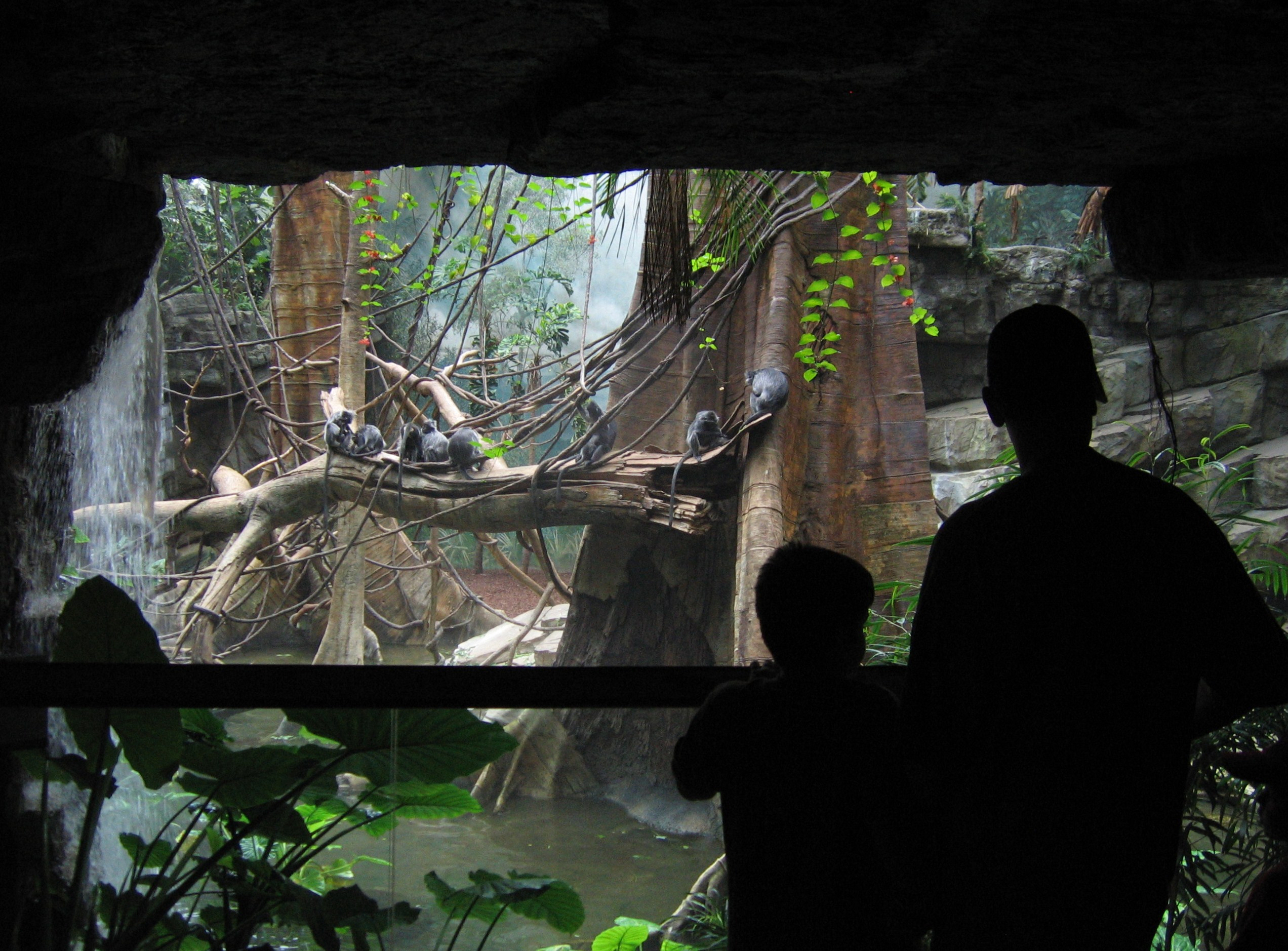
Silvery Lutungs (Trachypithecus cristatus), en JungleWorld

Esta exposición es una selva tropical interior y el hogar de cerca de 800 animales, incluyendo nutrias, gibones, y un tapir, que viven en los manglares y en las playas . Los visitantes pueden ver el balanceo o el canto de los gibones, y ver jugar a las nutrias. La exposición incluye especies que están por lo general en el suelo de la selva incluyendo lucánidos, escorpiones y bombina, pero detrás de un vidrio. Un estanque con una cascada permite a los visitantes sentarse y observar los gouramis y las tortugas bobas papuanas [Fly River Turtles].
La planificación para JungleWorld, en el sudeste de la porción Asia Salvaje del zoo, se comenzó en 1977 y se completó a un coste de 9,5 millones de dólares en 1985. 4,1 millones de dólares en fondos fueron donados por Enid A. Haupt, un miembro de la Junta Directiva de la Sociedad Zoológica de Nueva York. El edificio es el más grande en el zoológico con un área de 4.000 m² y una altura de 17 m. Hay un sendero de madera que serpentea por 210 m. El diseño del edificio integra su entorno con el sendero, sin impedimentos presentes en el mismo; el sendero no tiene barreras de altura completa ni barandillas cortas; los animales están separados de las personas o entre ellos solo por medio de barrancos, riachuelos o acantilados. Hay un bosque volcánico de matorrales, un manglar, un bosque tropical de llanura de hojas perennes con árboles gigantes que se funde con un bosque tropical de montaña, y cinco galerías-museos conectando y explicando los hábitats. El edificio fue construido para enfatizar el hecho que 61 ha del bosque lluvioso se pierden cada minuto. Casi 800 especies viven aquí.

#### Wild Asia Monorail [el Monorraíl de Asia Salvaje]

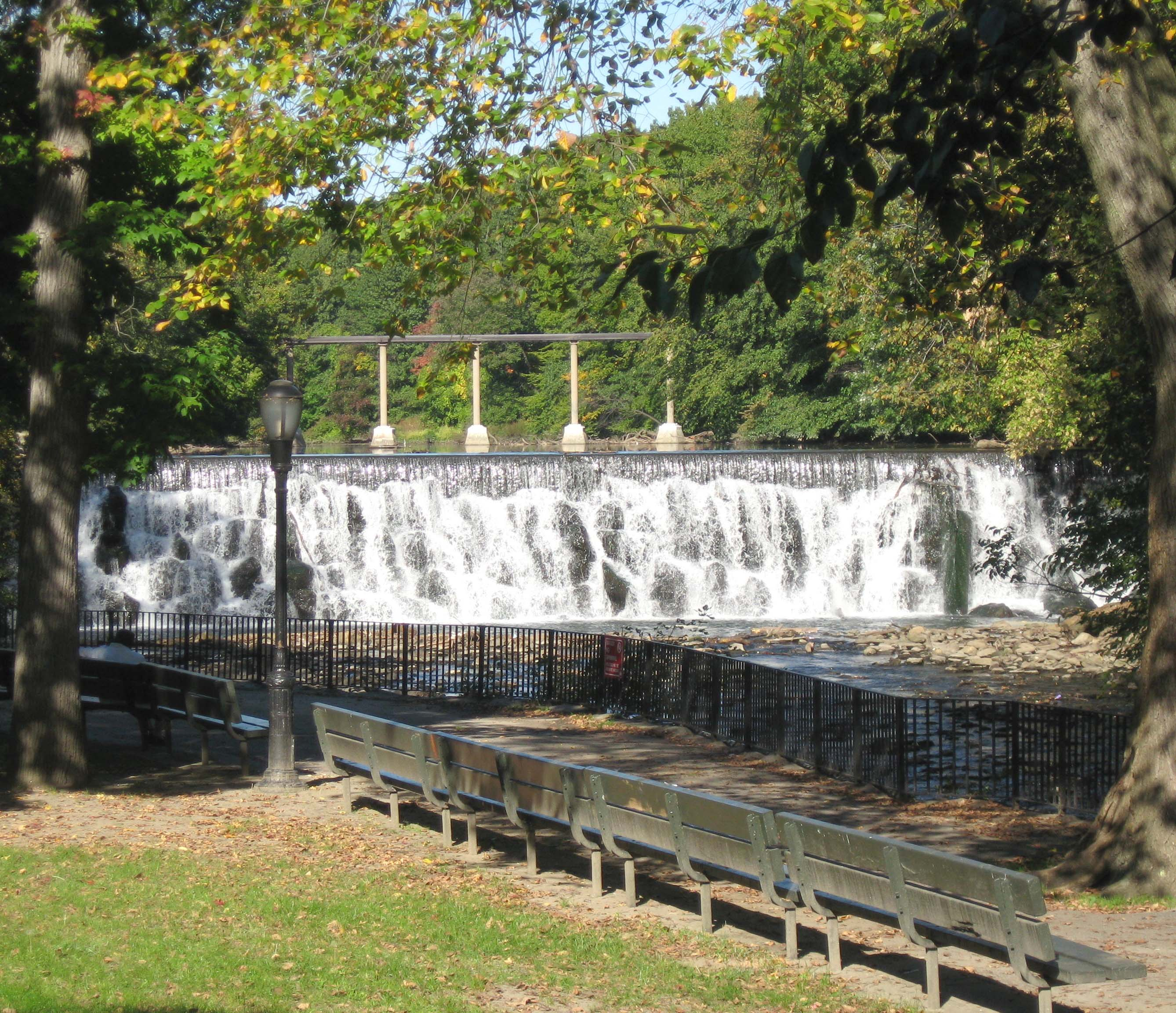
El Monorraíl

El monorraíl fue inaugurado en 1977 con el resto de la sección del zoológico: Asia Salvaje, anteriormente poco desarrollada. Hay seis monorraíles de nueve coches en este viaje de 2,6 km, construido originalmente por Rohr; el paseo fue reformado en 2007. Algunos animales en el zoológico solo pueden verse en este viaje.
Este paseo lleva a los visitantes a través de un área de 16 hectáreas que recrea los lodazales y pastos, bosques y riberas de río de Asia. Los visitantes verán tigres, elefantes, rinocerontes y caballos salvajes en su hábitat natural. Conforme el monorraíl viaja a lo largo del río Bronx, los visitantes pueden ver animales autóctonos, incluyendo garzas, tortugas y patos. El monorraíl es accesible para sillas de ruedas de hasta 26" de ancho. Hay disponibles sillas más pequeñas en la plataforma del monorraíl para los visitantes con sillas de ruedas más anchas o motorizadas.
En 2012, un visitante fue mutilado después de saltar de este monorraíl.

## Conservación
El zoológico del Bronx fue noticia en agosto de 2006 cuando se acordó acoger a un cachorro de leopardo de las nieves, Leo, en su programa de cría. El cachorro de 13 meses de edad se encontró atrapado en el barro después de una deslizamiento de tierras en el valle de Naltar en Pakistán. El deslizamiento de tierra había matado a la madre del cachorro. Un pastor pakistaní de la zona encontró al cachorro con su hermana, pero la hembra había muerto una semana después debido a la desnutrición. Entonces, entregó al cachorro macho a las autoridades paquistaníes para que lo cuidaran. Dado que no existen programas de cría en cautividad o centros de rehabilitación para los leopardos de las nieves en Pakistán, las autoridades decidieron enviar al cachorro al zoológico del Bronx. El leopardo se devolverá a su lugar de nacimiento tras la construcción de un centro de rehabilitación en el valle de Naltar con la cooperación de los Estados Unidos. El 9 de abril de 2013, un leopardo de las nieves de 17 libras nació en el zoológico y fue puesto en exhibición en agosto. Fue el primer varón de Leo.
En enero de 2010, el zoológico fue elegido para albergar a cuatro cachorros bebé de oso abandonados. La Wildlife Conservation Society (Sociedad para la conservación de la vida salvaje) sospecha que su madre murió en un deslizamiento de tierras.
Al siguiente mes, una «colonia de aseguramiento» de sapos Kihansi Spray (Nectophrynoides asperginis) fue albergada en el zoológico.. La especie desapareció de su hábitat nativo de Tanzania.
En diciembre de 2012, nacieron cinco tortugas de caja de cabeza amarilla chinas (Cuora aurocapitata), una especie en peligro crítico.

## Incidentes

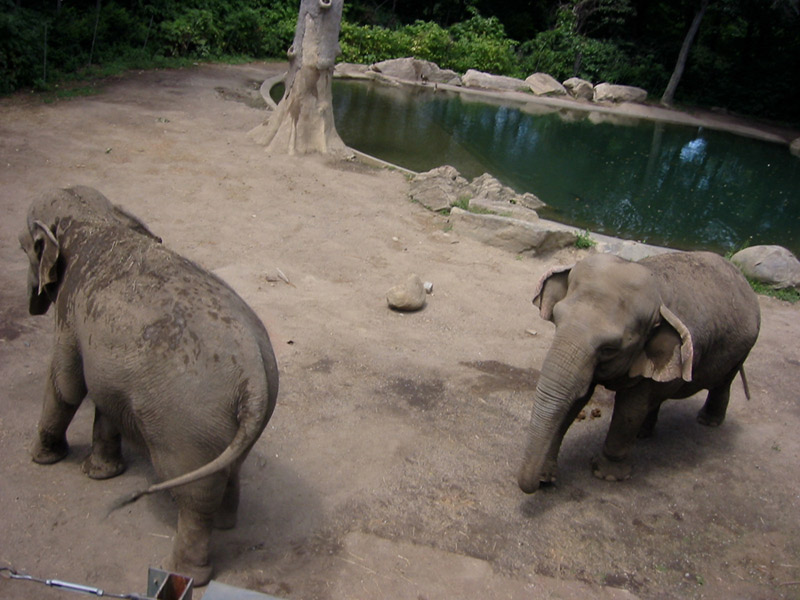
Elefantes en el zoológico del Bronx en la ciudad de Nueva York.

### Muerte de guardiana de 1985
El 29 de julio de 1985, dos tigresas siberianas mataron a la cuidadora de animales de 24 años de edad, Robin Silverman después de que ella entrase en su recinto con un ayudante voluntario. No estaba claro por qué Silverman entró al recinto; el cuidador general del zoo sospechó de un fallo de concentración mientras que la familia de Silverman sospechaba de un fallo por parte del zoológico. Fue la primera víctima mortal en la historia del zoológico.

### Ataque de 2012
El 21 de septiembre de 2012, David Villalobos, de 25 años de edad, se bajó del monorraíl Wild Asia, y saltó la cerca de 16 pies de altura que rodeaba el perímetro dentro de la zona de exhibición del tigre. Durante los diez minutos que estuvo en el recinto, Villalobos estuvo solo con el tigre macho siberiano (Amur) de once años llamado Bashuta, un residente del zoo durante tres años en ese momento, antes de ser atacado y herido. Villalobos fue atacado y herido en el hombro, brazos, piernas y espalda, antes de que fuera rescatado por los funcionarios del zoológico que usaron extintores para mantener al tigre en la distancia y decirle que escapase rodando bajo el alambre. Villalobos fue trasladado a un hospital de la zona y se informó de que estaba en condición estable. Había dado unas palmaditas al animal de 400 libras y quería ser «uno con el tigre». El tigre no fue sacrificado como resultado del incidente, ya que fue claramente provocado y el ataque no resultó de fatales consecuencias.

### Fugas de animales
El 26 de marzo de 2011, el zoológico del Bronx anunció que la casa del reptil fue cerrada después de descubrir que una cobra egipcia adolescente venenosa se había escapado de su recinto de exposición el 25 de marzo. Los funcionarios del zoológico estaban seguros de que la cobra desaparecida se encontraría en el mismo edificio y no en el exterior, dado que se sabe que la cobra egipcia no está cómoda en espacios abiertos. La cobra desaparecida rápidamente desató una popular cuenta de Twitter a modo de parodia, @BronxZoosCobra, que narraba las peripecias diarias de la cobra egipcia. El 31 de marzo, las autoridades del zoológico encontraron a la serpiente en una zona no pública, fuera del área de exhibición de la casa del reptil.
El 9 de mayo de 2011, una hembra de pavo real verde se escapó del zoo, fue capturada el 11 de mayo.
El 11 de septiembre de 2011, un kudú menor escapó de su recinto durante hora y media, volvió a entrar una vez que un trabajador del zoológico le abrió la puerta.